# Anna Maria de Hessen-Kassel
Anna Maria de Hessen-Kassel (en alemany Anna Maria von Hessen-Kassel) va néixer a Kassel (Alemanya) el 27 de gener de 1567 i va morir a Neunkirchen el 21 de novembre de 1626. Era una princesa de Hessen-Kassel, filla de Guillem IV (1532-1592) i de Sabina de Württemberg (1549-1581).

## Matrimoni i fills
El 4 de juny de 1589 es va casar a Kassel amb Lluís II de Nassau-Weilburg (1565-1627), fill del comte Albert de Nassau-Weilburg (1537-1597) i d'Anna de Nassau-Dillenburg (1541-1616). El matrimoni va tenir catorze fills:
- Guillem Lluís (1590-1640), casat amb Anna Amàlia de Baden-Durlach (1595-1651).
- Anna Sabina (1591-1593)
- Albert (1593-1595)
- Sofia Amàlia (1594-1612)
- Jordi Adolf (1595-1596)
- Felip (1597-1621)
- Lluïsa Juliana (1598-1622)
- Maurici (1599-1601)
- Ernest Carles (1600-1604)
- Maria Elisabet (1602-1626), casada amb el comte Frederic de Leiningen-Dagsburg (†1651)
- Joan (1603-1677), casat primer amb Sibil·la Magdalena de Baden-Durlach (1605-1644), i després amb Anna de Leiningen-Falkenburg (1625-1668).
- Dorotea (1605-1620)
- Ernest Casimir (1607-1655) casat amb Anna Maria de Sayn-Wittgenstein (1610-1656)
- Otó (1610-1632)

El 1626 Anna Maria va fugir de Saarbrücken, on tenien fixada la residència, per la pesta que s'hi havia declarat, i es va refugir Neunkirchen on va morir a causa de la mateixa pesta.